# Chironomus polaris
Chironomus polaris är en tvåvingeart som beskrevs av Kirby 1824. Chironomus polaris ingår i släktet Chironomus och familjen fjädermyggor. Inga underarter finns listade i Catalogue of Life.